# Scothern
Scothern è un piccolo villaggio nonché una parrocchia civile nel distretto di West Lindsey, nel Lincolnshire, in Inghilterra. Situata a 6 miglia (10 km)   nord-est dalla città della contea di Lincoln, e conta circa 900 abitanti (892 secondo il censimento del 2001). Al censimento del 2011 la popolazione si era ridotta a 860.